# 2,3,5-trimetilheptano
El 2,3,5-trimetilheptano es un alcano de cadena ramificada con fórmula molecular C10H22.